# Ахтубинский сельсовет
Ахтубинский сельсовет — административно-территориальная единица и муниципальное образование (сельское поселение) в составе Красноярского района Астраханской области России.
Административный центр — посёлок Комсомольский.
Образован в июне 1933 года на территории совхоза «Бузанский».

## География
Сельсовет находится на правом берегу реки Ахтуба. Граничит на северо-востоке с Аксарайским, на востоке с Джанайским и Сеитовским сельсоветами Красноярского района. На западе проходит граница с Наримановским районом, на севере — с Харабалинским районом.
Климат резко континентальный с жарким сухим летом, холодной и малоснежной зимой, самый жаркий месяц — июль. Абсолютный максимум — 42 градуса. Самый холодный период — январь—февраль с абсолютным минимумом −40 градусов. Почва — супесь, суглинок.
По территории сельсовета протекает река Ахтуба, разделяя её на две части, также протекает множество мелких рек, ильменей, ериков, богатых рыбой — река Хора, река Ланчуг, ерики Жиротопный, Бахарев, Камардан, Белый, Савельевский, Драгунский, ильмени Крутой, Чураков. Через поселок Комсомольский проходит ветка железной дороги Астраханского отделения Приволжской железной дороги. Также проходит автомобильная дорога федерального значения «Астрахань—Волгоград».

## Население
| 2002 | 2006  | 2007  | 2008  | 2009  | 2010  | 2012 |
| ---- | ----- | ----- | ----- | ----- | ----- | ---- |
| 3338 | ↘1973 | ↗2150 | ↘2036 | ↗2051 | ↘1225 | ↘656 |
| 2013 | 2014  | 2015  | 2016  |       |       |      |
| ↘590 | ↘380  | ↘357  | ↘342  |       |       |      |

Население Ахтубинского сельсовета на 2010 год составляло 3076 человек, из них мужчин — 1491 (48,5 %), женщин — 1585 человек (51,5 %).

## Состав
В состав сельсовета входят 5 населённых пунктов:
| № | Населённый пункт | Тип населённого пункта | Население |
| - | ---------------- | ---------------------- | --------- |
| 1 | Комсомольский    | посёлок                | ↗1175     |
| 2 | Бахаревский      | посёлок                | ↗266      |
| 3 | Вишнёвый         | посёлок                | ↗445      |
| 4 | Досанг           | посёлок                | ↗734      |
| 5 | Топал            | посёлок                | ↗456      |

## Хозяйство
Всего в границах муниципального образования 39668 га, земель сельскохозяйственного назначения 30189 га, земли поселения 134 га, земли промышленности 7113 га, земли лесного фонда 1482 га, земли водного фонда 728 га, земли запаса 22 га.
На территории поселка Комсомольский располагаются производственные и хозяйственные объекты сельскохозяйственного предприятия «Ахтубинский» — филиала ОАО «Астраханьрыбагрогаз». В поселке имеются 9 магазинов.

## Объекты социальной сферы
В сельсовете действуют Ахтубинская врачебная амбулатория, детский сад «Дюймовочка», МОУ «Ахтубинская СОШ», клуб «Калейдоскоп».